# Salgado Paraense

A Microrregião do Salgado

A microrregião do Salgado Paraense é parte integrante da Mesorregião do Nordeste Paraense, e compreende 11 cidades da costa do Pará: Colares, Curuçá, Magalhães Barata, Maracanã, Marapanim, Salinópolis, São Caetano de Odivelas, São João da Ponta, São João de Pirabas, Terra Alta e Vigia.

## Características geográficas
O Salgado Paraense está localizado entre a foz do rio Pará e a foz do rio Gurupi, com ecossistemas que incluem manguezais.

## Histórico
A origem das principais cidades do Salgado Paraense remonta ao século XVII, com a fundação de Salinópolis (1693) e Vigia (1698); no Período pombalino (século XVIII), as antigas missões jesuítas foram elevadas à condição de vilas e receberam nomes portugueses, como Colares, em 1757. A mudança de status, apenas formal, terminou por desestruturar a organização produtiva criada pelos religiosos (expulsos por ordem do Marquês de Pombal) contribuindo para o esvaziamento populacional da região.

## Características econômicas
Inserido na Amazônia Atlântica, o Salgado apresenta como principais atividades econômicas a pesca artesanal e o turismo, sendo este último melhor estruturado na cidade de Salinópolis, que é considerada a cidade-polo da região pela sua economia e sua população, com festividades de cunho religioso e profano, como o carnaval em Curuçá e Vigia. A pesca industrial, voltada para a exportação, está em expansão na região, o que tem causado impacto negativo junto aos pescadores artesanais.
A região compreende ainda as reservas extrativistas Mãe Grande de Curuçá, São João da Ponta, Caeté-Taperaçu, Tracuateua, Araí Peroba, Gurupi-Piriá, Chocoaré-Mato Grosso e Soure, onde predominam atividades ligadas ao artesanato, pesca artesanal e cata do caranguejo (ou de mariscos).
Há ainda exploração da fruticultura nos municípios de Colares, São Caetano de Odivelas e Vigia, principalmente de banana da variedade pacová, de alta produtividade e elevada resistência a doenças.

## Localidades do Salgado

Imagens do Salgado Paraense
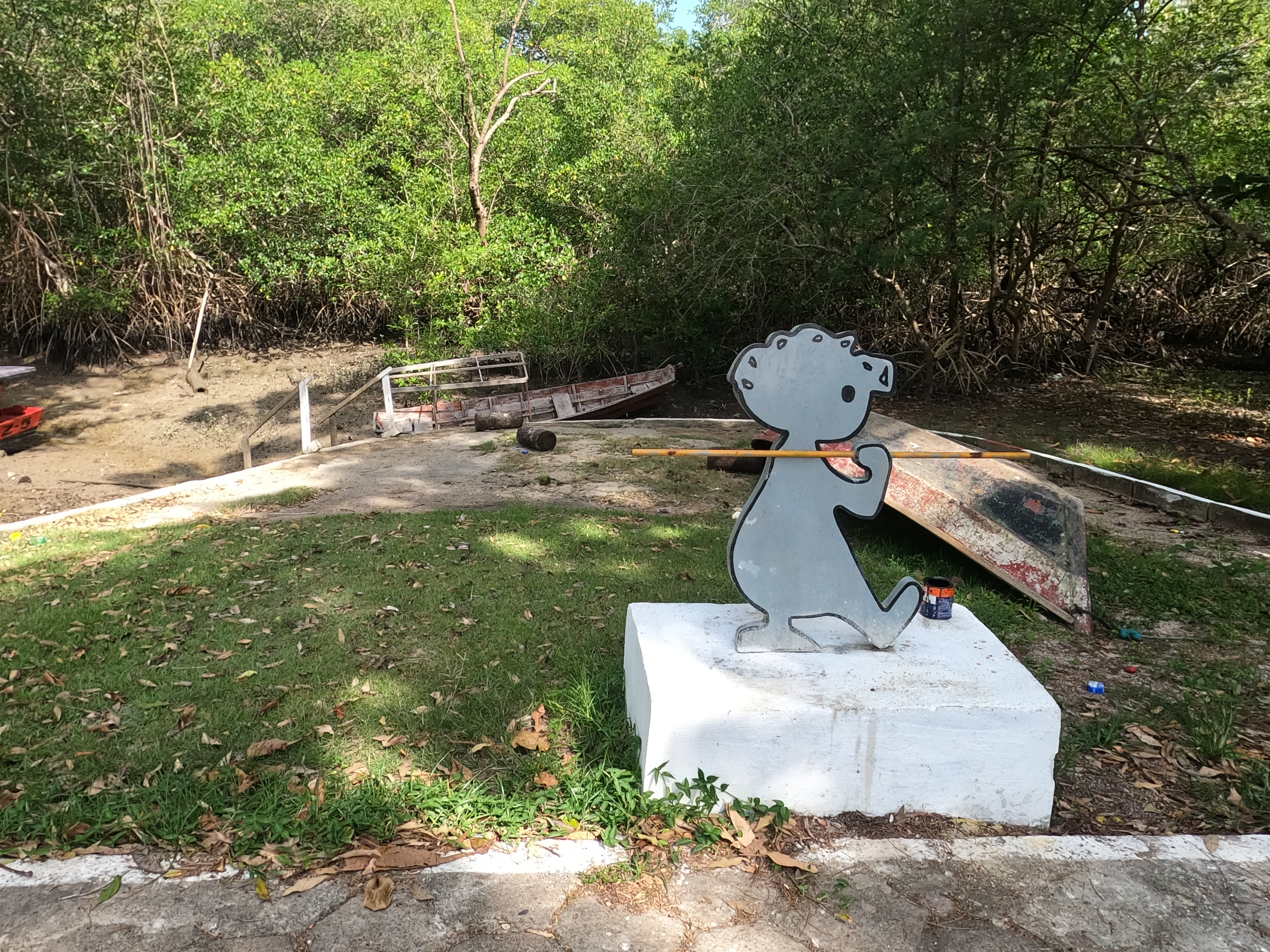
Mangue onde ocorre a festividade dos Pretinhos do Mangue, em Curuçá (2023)
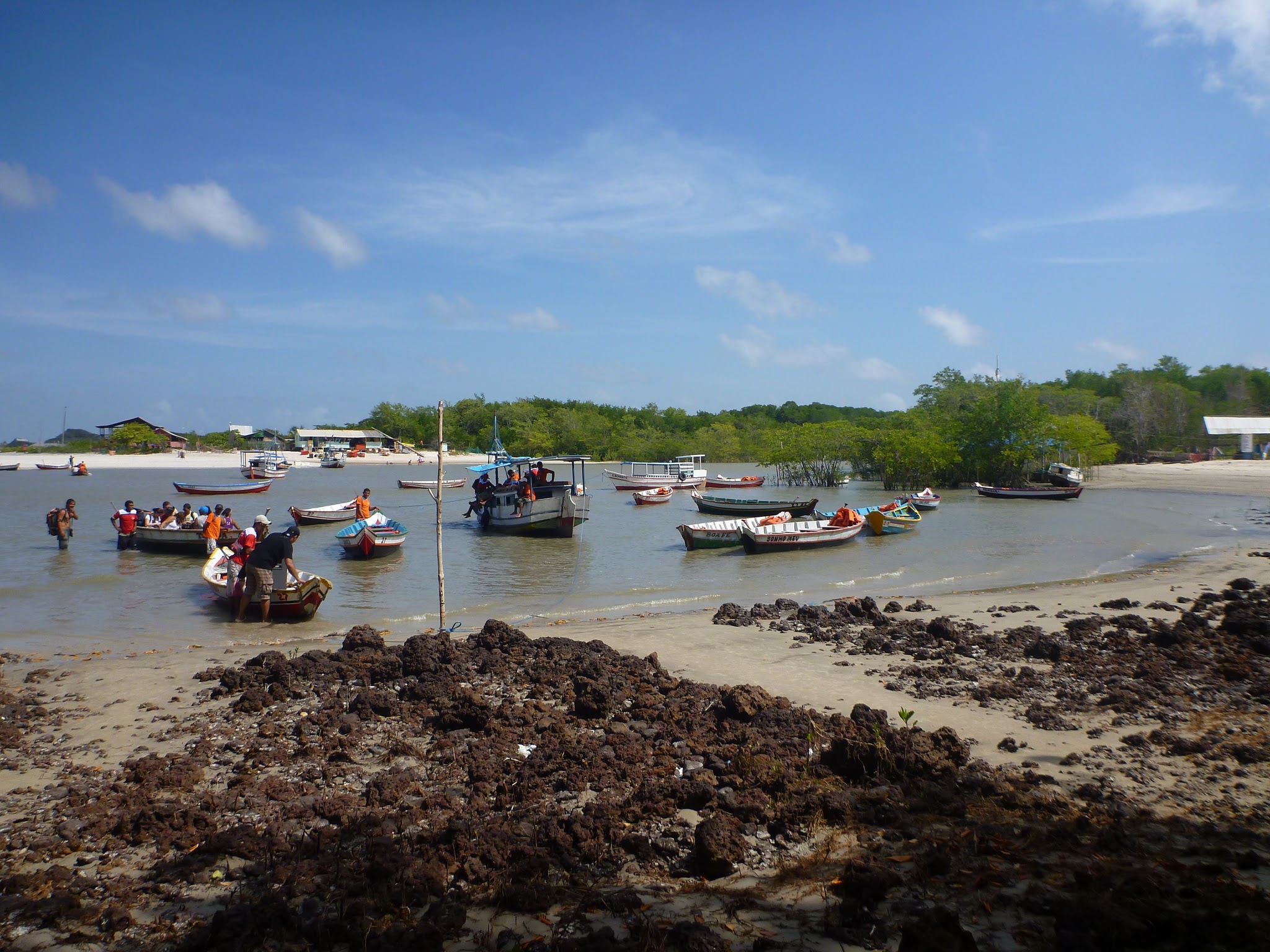
Travessia em Maracanã (2011)
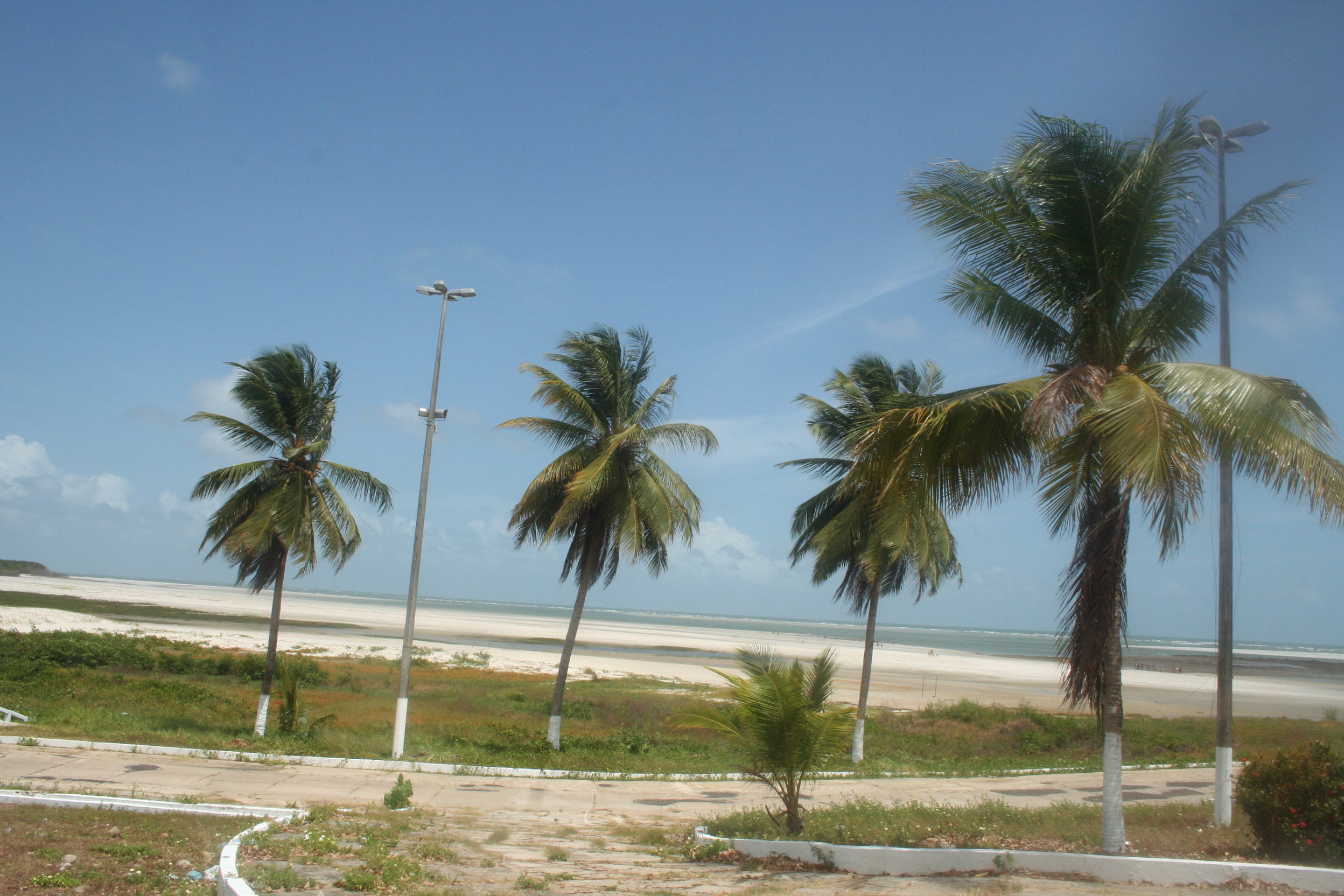
Praia em Salinópolis, Pará (2007)
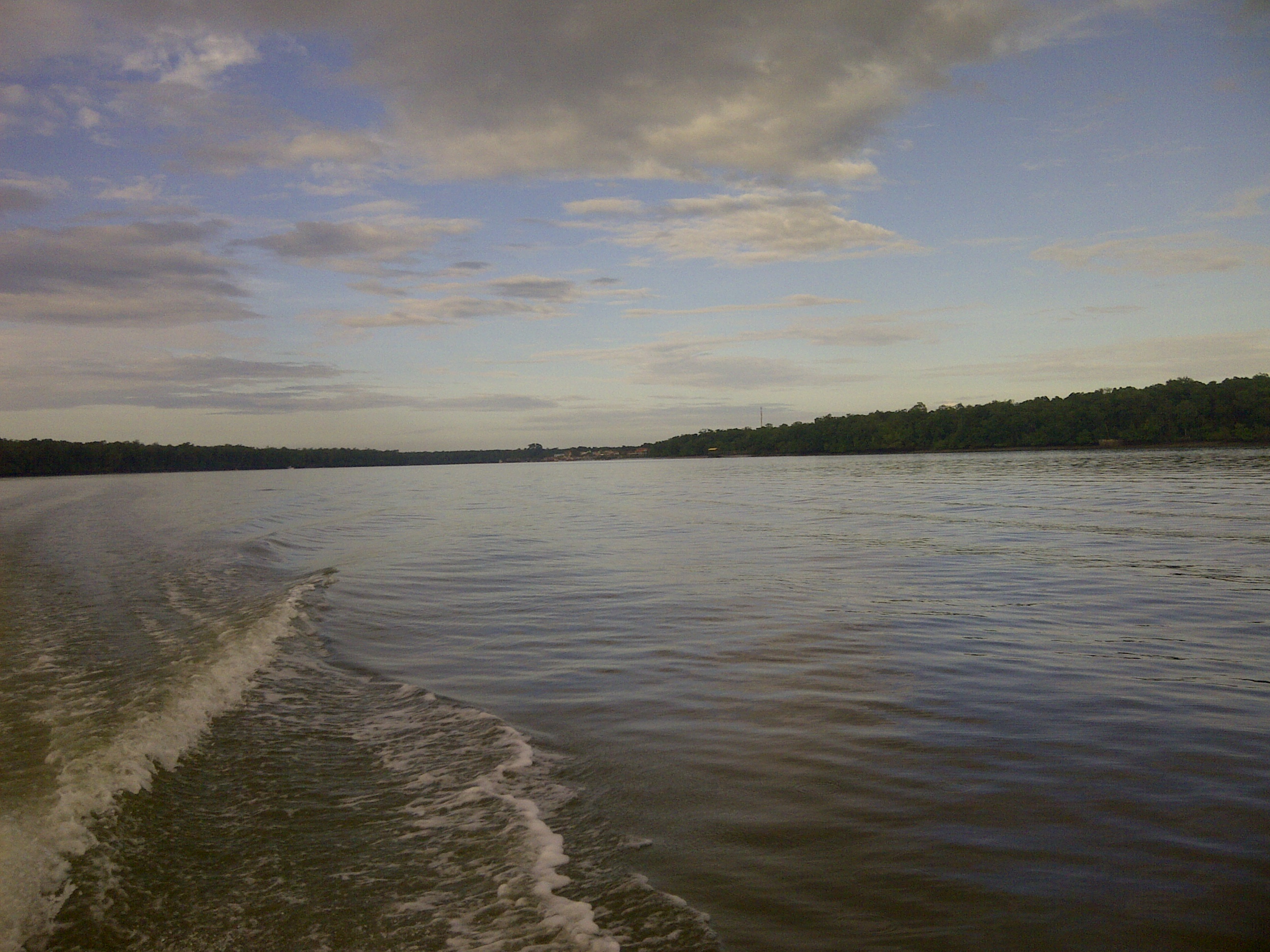
São Caetano de Odivelas (2013)
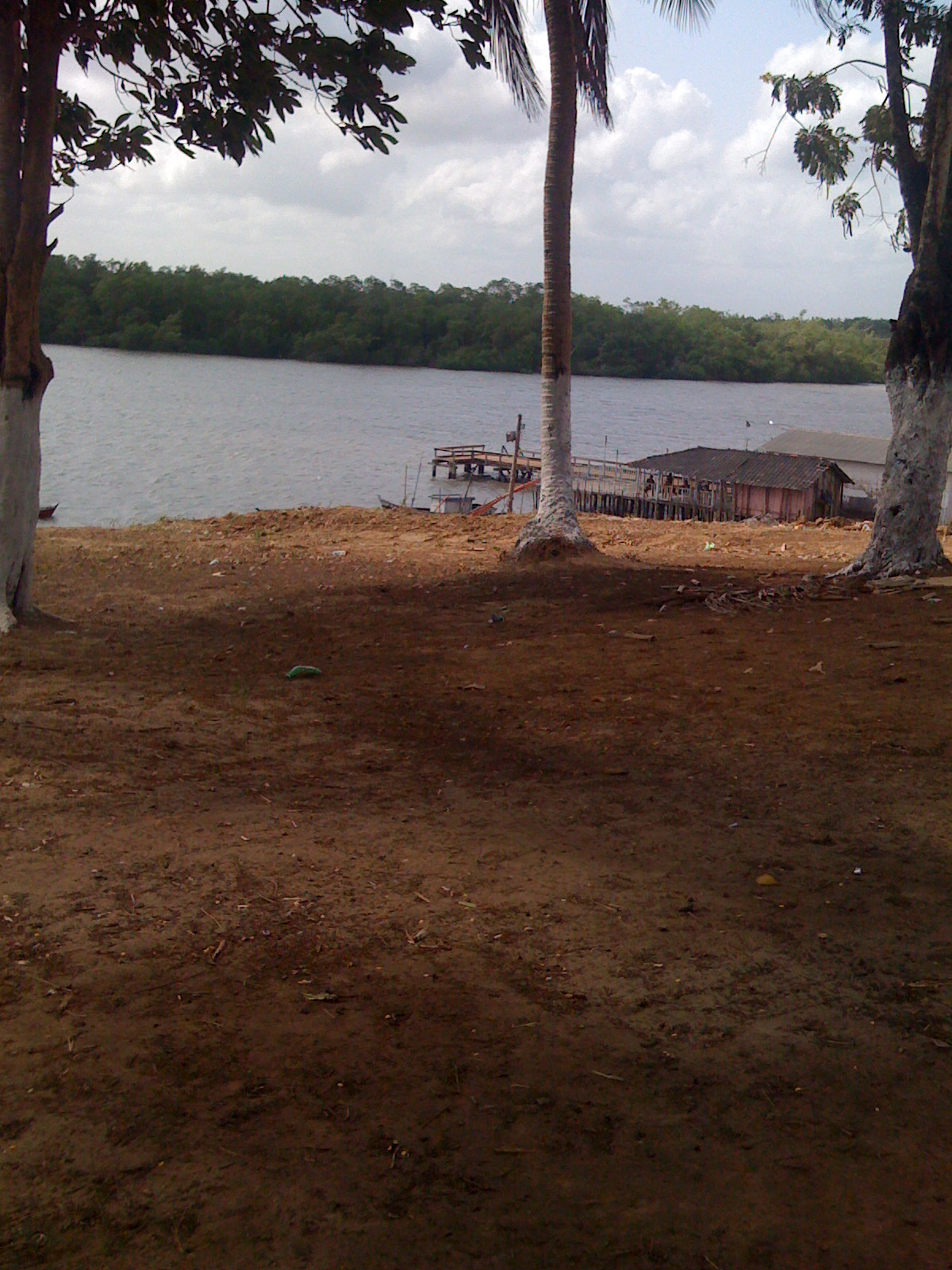
Orla de São João de Pirabas (2009)
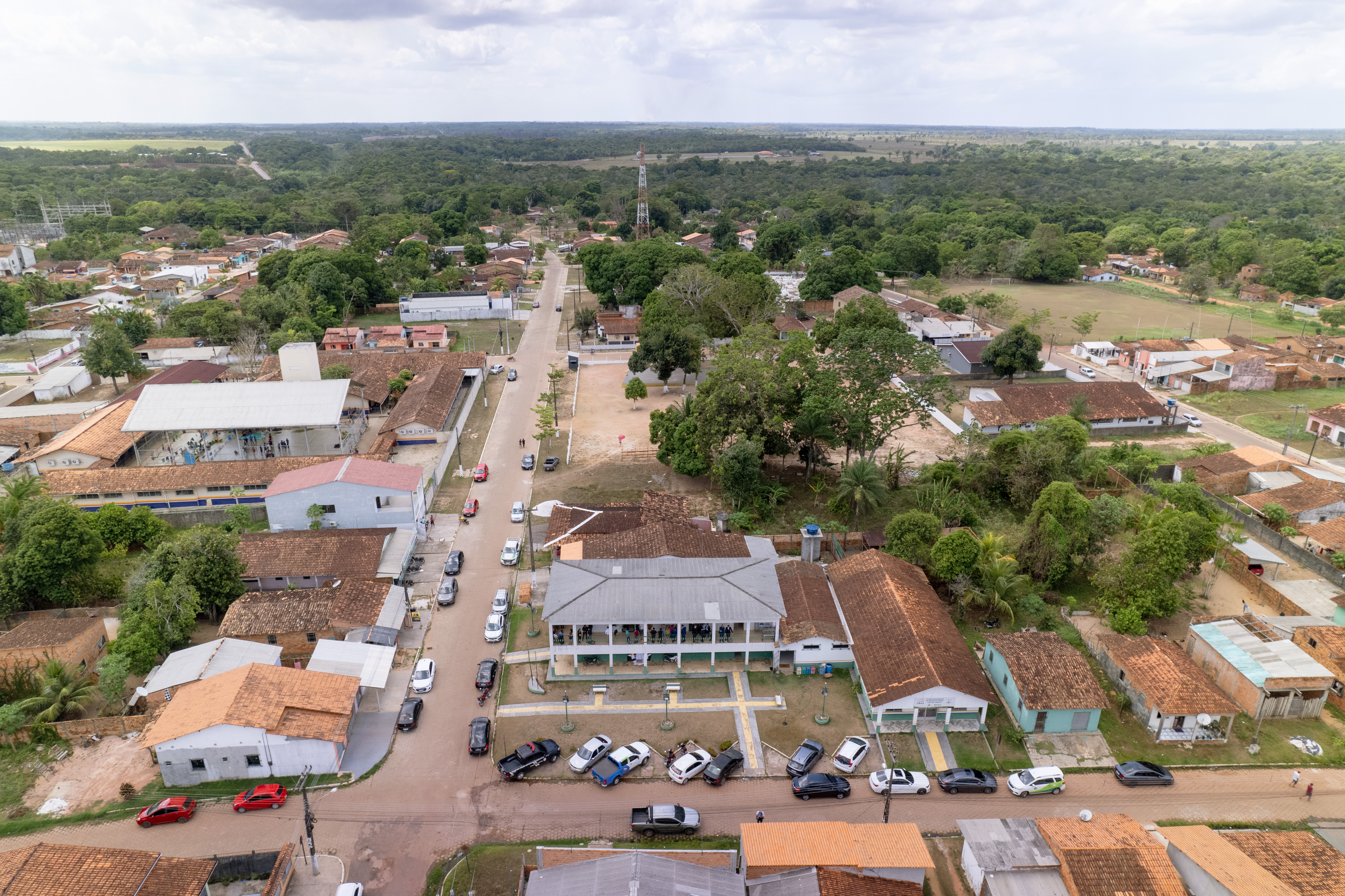
Vista aérea de Terra Alta, com o 24º Ponto de Inclusão Digital em destaque (2023)
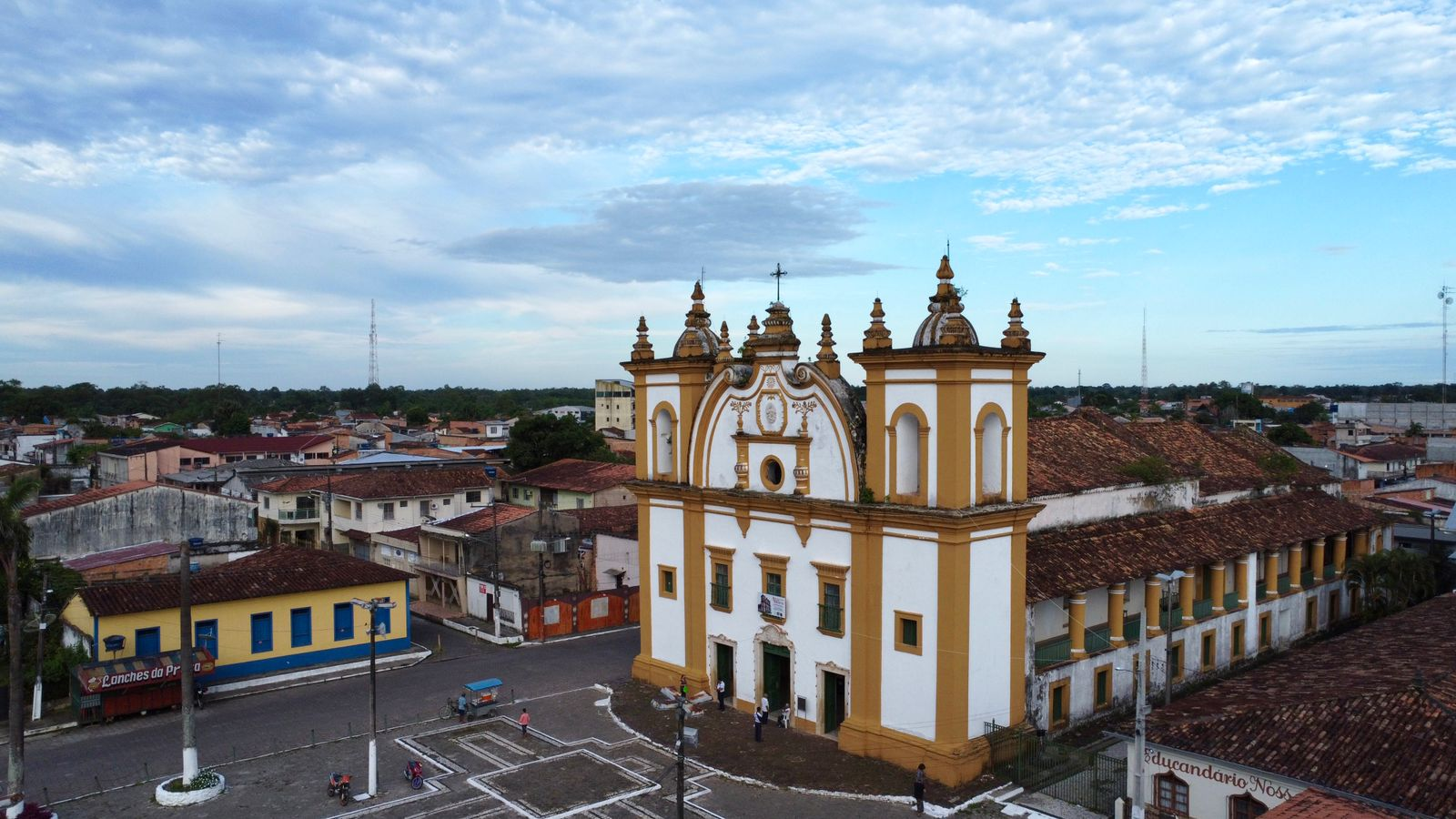
Igreja da Madre de Deus em Vigia (2018)